# Šárka Hejnová
Šárka Hejnová (8. května 1949) je česká kostýmní návrhářka a výtvarnice. Věnuje se tvorbě divadelních a filmových kostýmů. V minulosti se se svým otcem Josefem Svobodou podílela na výtvarné a kostýmní tvorbě pro Laternu magicu.

## Život
Narodila se 8. května 1949 do rodiny scénografa a jevištního výtvarníka Josefa Svobody. Od dětství se zajímala o kresbu a malbu, které vytvářela v otcově domácím ateliéru. Vyrůstala v uměleckém prostředí a původně se chtěla stát herečkou. Po maturitě chtěla studovat divadelní vědu na pražské Filozofické fakultě, aby se mohla věnovat divadelní kritice. Nakonec ale vystudovala obor divadelní a filmový kostým na Vysoké škole umělecko průmyslové v Praze.
Nabídku na první spolupráci v Laterně magice na hře Sněhová královna dostala od svého otce. Při této spolupráci se setkala s řadou slavných umělců a profesionálů jako byl například režisér Evald Schorm nebo kameraman Emil Sirotek. Mimo kostýmy vytváří také masky a navrhuje výtvarné řešení interiérů. V poslední době[kdy?] také vyrábí umělecké mozaiky z dřeva a břidlice.

## Tvorba

### Divadlo
Její přístup k divadelní tvorbě nejvíce ovlivnila scénografka a filmařka Ester Krumbachová a scénograf Zdeněk Seydl. Velký vliv na ní měl i její otec Josef Svoboda, se kterým spolupracovala od roku 1977. Tito umělci formovali její vnímaní divadelního prostoru a pochopení funkce dramatického kostýmu. Jako kostýmní výtvarnice pracovala na mnoha českých scénách (Národní divadlo, Laterna magica, Černé divadlo J. Srnce, Činoherní klub) i v zahraničí (navrhovala například pro operu v Sydney, v Paříži nebo v New Yorku).

### Vybraná kostýmní provedení v českých divadlech
- 1975 Jordan Radičkov: Sníh se smál až padal, Národní divadlo, režie Ladislav Vymětal
- 1975 Leoš Janáček: Její pastorkyňa, Smetanovo divadlo, režie Přemysl Kočí
- 1976 Ludwig van Beethoven: Fidelio, Smetanovo divadlo, režie Přemysl Kočí
- 1978 Carlo Goldoni: Náměstíčko, Národní divadlo, režie Miroslav Macháček
- 1978 Giuseppe Verdi: Macbeth, Smetanovo divadlo, režie Václav Kašlík
- 1979 Ladislav Stroupežnický: Naši furianti, Národní divadlo, režie Miroslav Macháček
- 1980 Oldřich Daněk: Vévodkyně valdštejnských vojsk, Národní divadlo, režie Miroslav Macháček
- 1982 William Shakespeare: Hamlet, Národní divadlo, režie Miroslav Macháček
- 1983 Julius Zeyer: Stará historie, Národní divadlo, režie Jaromír Pleskot
- 1984 Bedřich Smetana: Braniboři v Čechách, Národní divadlo, režie Ladislav Štros
- 1987 Bohuslav Martinů: Ariadna, Národní divadlo, režie Evald Schorm
- 1987 Igor Stravinskij: Oedipus Rex, Národní divadlo, režie Evald Schorm
- 1988 Shelagh Delaneyová: Chuť medu, Národní divadlo, režie Miroslav Macháček
- 1991 Antonín Dvořák: Rusalka, Národní divadlo, režie Nikolaus Windisch-Spoerk
- 1994 Richard Nelson: Dva shakespearovští herci, Národní divadlo, režie Ladislav Smoček
- 2007 Václav Štech: David a Goliáš, Národní divadlo, režie Ladislav Smoček[5]Plakát k filmu Perinbaba, ke kterému Hejnová navrhovala kostýmy.

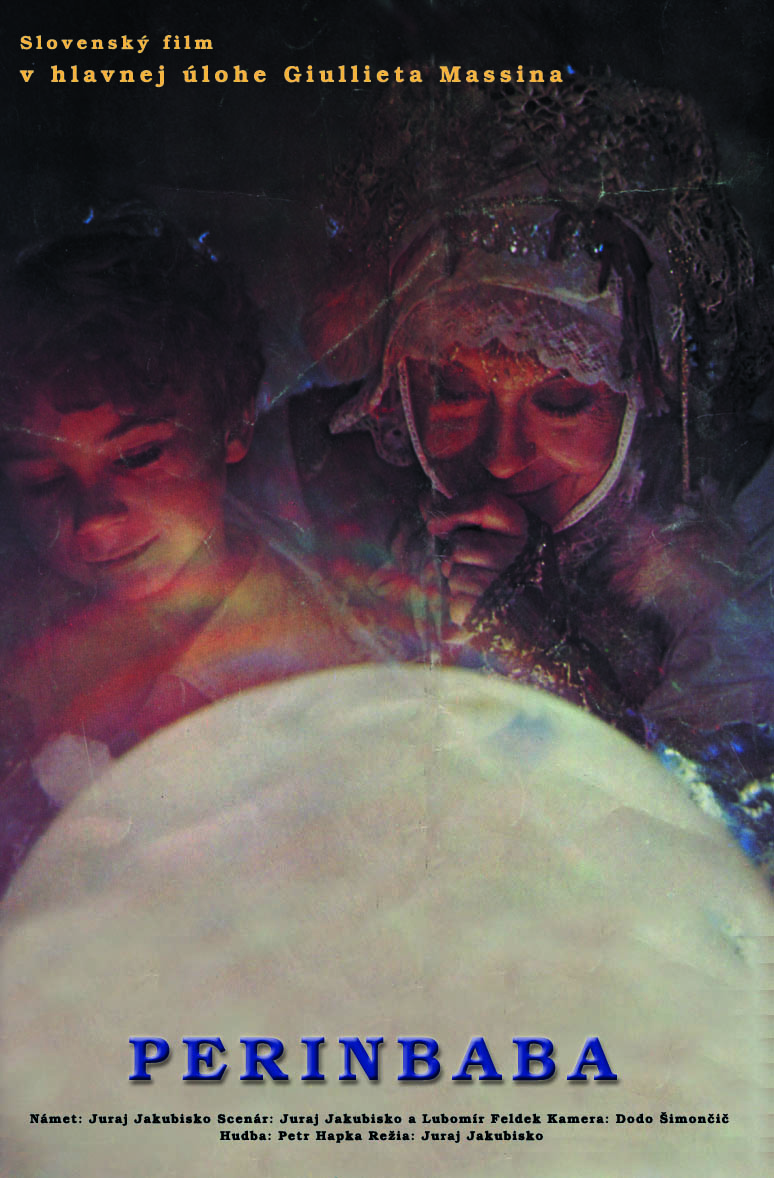
Plakát k filmu Perinbaba, ke kterému Hejnová navrhovala kostýmy.

### Film
Po absolvování VŠUP navrhovala filmové kostýmy pro Filmové studio Barrandov a Československou televizi. Spolupracovala se známými režiséry a režisérkami jako je například Věra Chytilová, Karel Kachyňa nebo Juraj Jakubisko.

### Filmografie (výběr)
- 1980: Krakonoš a lyžníci, režie Věra Plívová-Šimková
- 1982: Smrt talentovaného ševce, režie Jan Schmidt (dle stejnojmenného románu Václava Erbena)
- 1983: Zánik samoty Berhof, režie Jiří Svoboda
- 1983: O statečném kováři, režie Petr Švéda
- 1985: Perinbaba, režie Juraj Jakubisko
- 1986: Chobotnice z II.patra, režie Jindřich Polák
- 1986: Vlčí bouda, režie Věra Chytilová
- 1988: Pan Tau, režie Jindřich Polák
- 1990: Poslední motýl, režie Karel Kachyňa
- 1992: Kačenka a strašidla, režie Jindřich Polák[7]
- 1993: Svatba upírů, režie Jaroslav Soukup